# Słójka-Borowszczyzna
Słójka-Borowszczyzna [ˈswui̯ka bɔrɔfʂˈt͡ʂɨzna] est un village polonais de la gmina de Szudziałowo dans le powiat de Sokółka et dans la voïvodie de Podlachie.